# Hendrik Jan Leopold van der Wyck
Hendrik Jan Leopold van der Wijck (Laar (Grafschaft Bentheim), 3 november 1792 – Assen, 23 oktober 1860) was een Nederlands bestuurder.

## Biografie

### Familie
Van der Wijck werd geboren als telg uit het geslacht Van der Wyck en zoon van Derk Jan van der Wijck, heer van De Klencke (1760-1847) en Martina Theodora Agatha des H.R.Rijksbarones von Inn- und Kniphausen, telg uit het adellijke geslacht Von Innhausen und Kniphausen.

### Loopbaan
In 1813 werd Van der Wijck, met onder meer Hendrik Tonckens, ingedeeld bij de Drentsche Garde d'honeur van Napoleon Bonaparte. Hij promoveerde te Groningen in 1815 op Theses iuridicae inaugurales. Daarna was hij procureur van het provinciaal gerechtshof van Drenthe en van de arrondissementsrechtbank te Assen. Van 1819 tot 1832 was hij de eerste burgemeester van Oosterhesselen, daarna gedurende een jaar in de periode 1832-1833 lid van Provinciale Staten van Drenthe. Hij was vanaf 1832 tevens lid van de Ridderschap van die provincie, ook nog in 1850 toen de bestuurlijke functie van dat orgaan ophield te bestaan.
In 1814 werd zijn vader benoemd in de Ridderschap van Drenthe, waarmee hij en zijn nageslacht tot de Nederlandse adel gingen behoren met het predicaat van jonkheer/jonkvrouw.
Jhr. mr. H.J.L. van der Wyck overleed ongehuwd op 67-jarige leeftijd. Hij is begraven op de Noorderbegraafplaats te Assen.